# باستانائزیت
باستانائزیت  (به انگلیسی: Bastanasite) با فرمول شیمیایی Ce[F - CO3] از مجموعه کانی هاست و از واژهٔ محل Bastnäs در سوئد اخذ شده‌است. محلول در اسیدها و در زیر شعله واکنش‌ها سریع تر صورت می‌گیرد. متغیر برای اولین بار در آمریکا (کلرادو) کشف شد و از نظر شکل بلور: قرصی شکل، رنگ: زرد - قهوه‌ای - قرمز، شفافیت: شفاف - نیمه کدر، شکستگی: نامنظم، جلا: شیشه‌ای - چرب، رخ: ناقص، سیستم تبلور: هگزاگونال و در رده‌بندی کربنات است همچنین خاصیت مغناطیسی ندارد و منشأ تشکیل آن پگماتیتی - کربناته - متاسوماتیک - مجاورتی است.
همایند کانی‌شناسی (پارانژ) آن - فلورین- آلانیت و غیره است
، از نظر ژیزمان بلوری - توده‌های مجتمع یا دانه‌ای کمیاب است و بیشتر در آلمان غربی، سوئد، آمریکا، ماداگاسکار، بروندی، آفریقای جنوبی، زئیر یافت می‌شود.

## منبع
- پردیس کشاورزی ایران